# Calm Down
Singles par Rema
FYN
(2021) Soundgasm
(2022)
Singles par Selena Gomez
Let Somebody Go
(2022) My Mind & Me
(2022)
Calm Down est une chanson afrobeats du chanteur nigérian Rema, sortie le 11 février 2022 en tant que deuxième single de son album studio, Rave & Roses. La chanson a atteint la tête des classements belges, et néerlandais.

## Historique
Le 17 août 2022, la chanteuse américaine Selena Gomez a publié une photo d'elle-même et de Rema sur ses réseaux sociaux, la sous-titrant « à venir ».
Un remix de la chanson avec Selena Gomez est sorti le 25 août 2022. La nouvelle version a atteint la tête du classement US Afrobeats Songs (en) établi par Billboard et a culminé à la cinquième place du classement Global 200.

### Le Calm Down Dance Challenge
Le 7 mars 2022, le danseur d'origine camerounaise Loïc Reyel publie sur les réseaux sociaux, depuis Montréal une chorégraphie sur le tube de Rema. Cette courte routine se répand sur le net, où les gens se filment en train de la réaliser. Le Calm Down Dance Challenge est ainsi lancé.
En mars 2023, 5 jeunes Iraniennes se filment sans leur voile, le ventre nu, dansant la chorégraphie de la chanson, dans le quartier résidentiel d'Ekbatan à Téhéran. La vidéo, publiée le 8 mars pour la Journée internationale des droits des femmes sur TikTok, est devenue virale. Arrêtées par les autorités, elles sont sommées de s'excuser en public. Les transgressions commises par des femmes liées à cette chanson se sont multipliées dans le pays. L'auteur de la chanson a déclaré : « À toutes les magnifiques femmes qui se battent pour un monde meilleur, vous êtes une source d'inspiration, je chante pour vous et je rêve avec vous », ce qui ne l'empêche pas par ailleurs de se produire en Arabie saoudite. Selena Gomez, qui a popularisé le titre dans sa reprise de l'été 2022, a également salué le courage de ces jeunes Iraniennes.

## Composition
La chanson a été décrite comme un « vibey », « feelgood smash hit ». Passant en revue le remix, l'écrivain de  Vanguard Adegboyega Remmy Adeleye écrit que « l'air mélodique de Gomez complète parfaitement l'ambiance de Rema, conservant la même énergie que la version originale ».

## Classements
| Chart (2022)                          | Peak position |
| ------------------------------------- | ------------- |
| Canada (Canadian Hot 100)             | 94            |
| France (SNEP)                         | 2             |
| Italie (FIMI)                         | 29            |
| Liban (Lebanese Top 20)               | 2             |
| Luxembourg                            | 2             |
| Malaisie (RIM)                        | 16            |
| MENA (IFPI)                           | 1             |
| Pays-Bas (Single Top 100)             | 1             |
| Portugal (AFP)                        | 3             |
| Roumanie (UPFR)                       | 2             |
| Singapour (RIAS)                      | 26            |
| Afrique du Sud (RISA)                 | 7             |
| Royaume-Uni (UK Singles Chart)        | 10            |
| Royaume-Uni (UK R&B Chart)            | 4             |
| États-Unis (Afrobeats Songs)          | 7             |
| États-Unis (World Digital Song Sales) | 5             |

| Chart (2022)                           | Peak position |
| -------------------------------------- | ------------- |
| Australie (ARIA)                       | 43            |
| Bulgarie (PROPHON)                     | 8             |
| Canada (Hot 100)                       | 16            |
| Canada (CHR/Top 40)                    | 32            |
| Croatie (HRT)                          | 17            |
| Grèce (IFPI)                           | 33            |
| Inde (IMI)                             | 6             |
| Lituanie (AGATA)                       | 73            |
| Luxembourg                             | 2             |
| Pays-Bas (Dutch Top 40)                | 1             |
| Nouvelle-Zélande (RMNZ)                | 17            |
| Portugal (Billboard Portuguese Charts) | 2             |
| Roumanie (Billboard Romanian Charts)   | 11            |
| Slovaquie (Singles Digitál Top 100)    | 48            |
| Suède (Sverigetopplistan)              | 4             |
| Suisse (Swiss Charts)                  | 1             |
| Royaume-Uni (Billboard UK Charts)      | 10            |
| États-Unis (Hot 100)                   | 74            |
| États-Unis (Afrobeats Songs)           | 1             |
| États-Unis (Pop Airplay)               | 31            |
| États-Unis (World Digital Song Sales)  | 1             |

## Classements annuels
| Chart (2022)           | Position |
| ---------------------- | -------- |
| France (Digital Songs) | 4        |
| Global 200 (Billboard) | 124      |

## Certifications
| Région                                                                                                 | Certification | Ventes/Streams |
| --- | ------------- | -------------- |
| France (SNEP)                                                                                          | Diamant       | 400 000*       |
| *Ventes selon la certification ^Mise en rayon selon la certification xNon précisé par la certification |               |                |